# 巴拿馬無鰾石首魚
巴拿馬無鰾石首魚為輻鰭魚綱鱸形目鱸亞目石首魚科的其中一種，分布東太平洋區的加利福尼亞灣海域，體長可達75公分，棲息在沿海、海灣，屬肉食性，以蠕蟲、甲殼類、軟體動物等為食，可做為食用魚。